# George Métivier

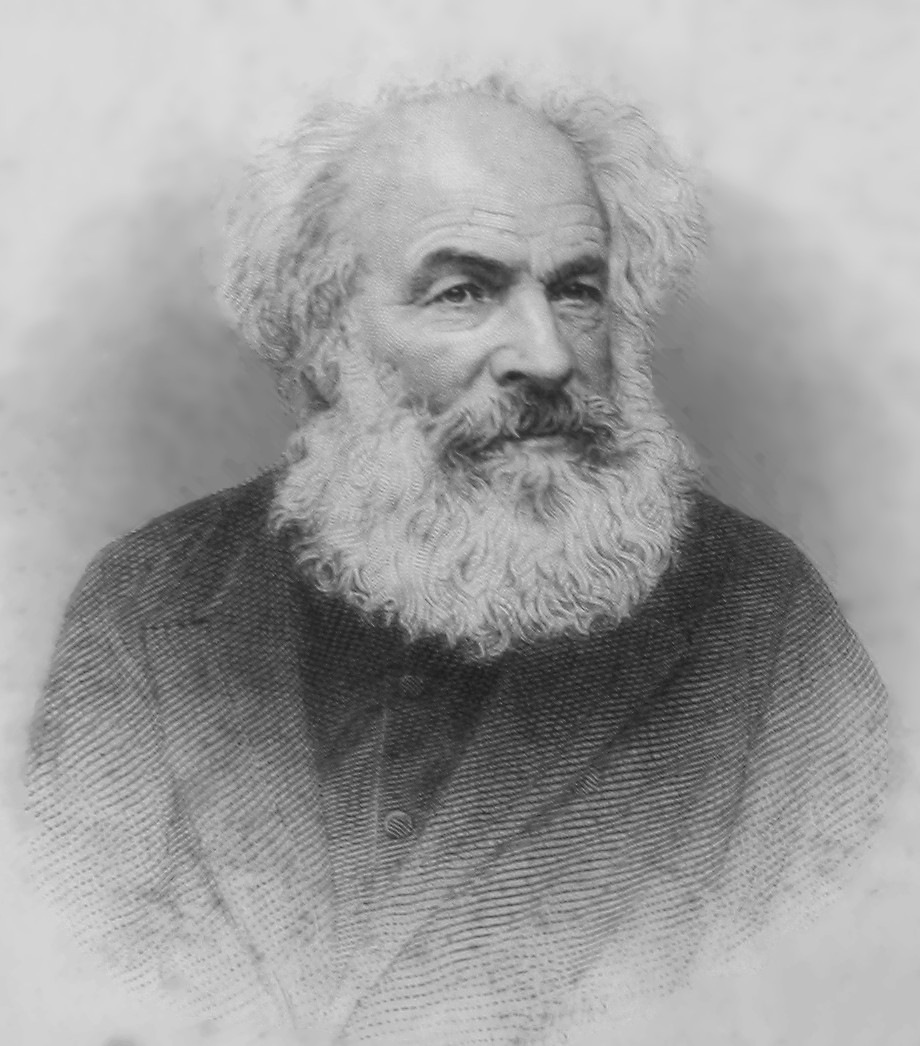
Georges Métivier.

Georges Carey Métivier (Saint-Pierre-Port, 28 o 29 de enero de 1790-Saint-Martin (Guernesey), 23 de marzo de 1881) poeta británico de Guernesey. 
Escribió en francés y principalmente en guernesiés, dialecto normando de las islas del Canal de la Mancha. 
Su abuelo, proveniente de una familia protestante de Burdeos, se refugió en Dordrecht tras la revocación del Edicto de Nantes, donde fue pastor y tras un tiempo obtuvo la absolución de la parroquia de Câtel en Guernesey (de donde viene Un Câtelain, apodo del escritor).
Georges pasó gran parte de su juventud en Inglaterra donde estudió medicina, ocupación que dejó para dedicarse a la literatura y la filosofía y desde 1813, sus versos en guernesiés y francés se fueron publicando en los periódicos Guernesey, publicó un libro en 1831, Rimes Guernesiaises. 
Tradujo además el Evangelio según San Mateo para el príncipe Louis Lucien Bonaparte, que fue a las Islas Anglonormandas en 1862 a para estudiar las variedades del normando: Le Saint évangile selon St. Matthieu traduit en normand de Guernesey d'après une version de Lemaistre de Sacy, Londres, 1863.
Su Philosophie en proverbes (1851), traducción francesa de Proverbial Philosophy de Martin Farquhar Tupper, tuvo mucho éxito publicó otro poemario en 1866, Fantaisies Guernesiaises. 
Su Dictionnaire Franco-Normand (1870) fue el primer diccionario de normando insular. Su ortografía (modificada más tarde) se tomó como estándar e influyó los trabajos de Fernand Lechanteur para la estandarización del normando continental. 
Dejó dos obras en prosa incabadas, La Fontaine de S. George y Souvenirs Historiques de Guernesey et des autres îles de la Manche .Se publicó póstumamente Poésies guernesiaises et françaises en 1883. 

## Bibliograpfía
- Nécrologie, La Gazette de Guernesey, 26 de marzo de 1881

- Datos: Q3103264
- Multimedia: George Métivier / Q3103264